# Eulimastoma teres
Eulimastoma teres är en snäckart som först beskrevs av Bush 1885.  Eulimastoma teres ingår i släktet Eulimastoma och familjen Pyramidellidae. Inga underarter finns listade i Catalogue of Life.